# Liste der Monuments historiques in Desseling
Die Liste der Monuments historiques in Desseling führt die Monuments historiques in der französischen Gemeinde Desseling auf.

## Liste der Objekte
| Bezeichnung | Beschreibung                                                                   | Standort                       | Kennzeichnung | Schutzstatus | Datum | Bild |
| ----------- | ------------------------------------------------------------------------------ | ------------------------------ | ------------- | ------------ | ----- | ---- |
| Hauptaltar  | Altartisch und Tabernakel; Holz, farbig gefasst und vergoldet, 18. Jahrhundert | in der Kirche Ste-Barbe (Lage) | PM57000012    | Classé       | 1982  |      |
| Kanzel      | Holz, 18. Jahrhundert                                                          | in der Kirche Ste-Barbe (Lage) | PM57000859    | Inscrit      | 1979  |      |
| Kruzifix    | Holz, farbig gefasst, 18. Jahrhundert                                          | in der Kirche Ste-Barbe (Lage) | PM57000860    | Inscrit      | 1979  |      |